# Колеснев, Самуил Георгиевич
Самуил Георгиевич Колеснев (30 августа 1896 — 27 июня 1970) — советский учёный в области экономики и организации сельскохозяйственного производства. Доктор экономических наук (1956), профессор (1930), академик ВАСХНИЛ (1958).

## Биография
Родился в д. Алюты Чаусского уезда (ныне Дрибинского района) Могилевской губернии .
После окончания сельской двухкласной школы работал в крестьянском хозяйстве и по найму у помещика. В 1913 году поступает в Горецкое землемерно-агрономическое училище, которое окончил в 1919 году. В январе 1918 года вступил в Красную гвардию, где заведовал отделом снабжения Чаусского уездного военного комиссариата. Стремление получить высшее образование привело его в Московский межевой институт (сейчас Российский институт геодезии и картографии). В 1921 году он с отличием окончил экономическую секцию института и его оставляют на педагогическую работу. В 1921 -1924 гг. работал ассистентом, старшим ассистентом, а с 1924 года доцентом.
В 1926 году Колеснев избирается членом президиума и учёным секретарём Государственного научно-исследовательского института землеустройства и заведующим кафедрой сельскохозяйственной экономики Межевого института. Одновременно он работает заместителем заведующего отделом рабочего факультетов Наркопроса РСФСР, а с 1924 по 1928 гг. – заведующим учебной частью рабочего факультета Московского государственного университета.
В 1928 году его направляют на работу директором Сибирского института сельского хозяйства и лесоводства (ныне Омский государственный аграрный университет), где он работает до 1936 года. И одновременно он возглавлял филиал Научно-исследовательского института социалистической реконструкции сельского хозяйства Сибири. В 1930 году ему присваивают звание профессора. В конце 1936 года его назначают начальником Главного управления высших учебных заведений Наркомзема СССР, одновременно (с июля 1936 г.) он директор Московской сельскохозяйственной академии им. К.А. Тимирязева (МСХА) с 7 июля 1936 по 9 августа 1937 года.
С 1937 года по 1941 гг. Колеснев работал профессором, заведующим кафедрой организации социалистических сельскохозяйственных предприятий МСХА, одновременно заведующим кафедрой Московского института землеустройства.

## В годы Великой Отечественной войны
В годы Великой Отечественной войны, он, как профессор, имел броню, но добровольно пошёл в армию и служил дивизионным инженером 2-го ранга 139 стрелковой дивизии 24 армии Западного фронта (бывшей 9 дивизии народного ополчения Кировского района гор. Москвы), ранее входившей в состав 33 Армии, которая обороняла Москву. Отличился в боях с 2 по 4 октября 1941 года, когда ему пришлось руководить обороной левого фланга дивизии в районе Ельни. С одной ротой сапёров и 24 курсантами сдерживал наступление фашистов в течение 38 часов. В ходе боя был дважды ранен и контужен, но, несмотря на это продолжал руководить боем. 14 июня 1942 года Колеснев – помощник начальника штабы инженерных войск 3-й армии был награждён орденом Красной Звезды.

## Работа в Тимирязевской сельскохозяйственной академии
22 июня 1942 года Колеснев в звании инженера-подполковника был отозван из армии и направлен на работу в Самаркандский филиал МСХА, где работал директором.
В 1943 году вернулся в Москву и до 1970 года работал заведующим кафедрой экономики Тимирязевской сельскохозяйственной академии.
В 1955 году подписал «Письмо трёхсот», ставшее впоследствии причиной отставки Т. Д. Лысенко с поста президента ВАСХНИЛ.

## Память

Могила Колеснева.

Умер 27 июня 1970 года. Похоронен на Ваганьковском кладбище (59 уч.).

## Вклад в агро-экономическую науку
За время работы профессор и заведующий кафедрой академии Колеснев внёс большой  вклад в развитие агро-экономической науки и педагогики высшей школы. Известно, что активно заниматься научной деятельностью он начал ещё будучи студентом и продолжил сразу после избрания на должность ассистента Московского межевого института. В 1925 году  им была опубликована первая научная работа по методике изучения крестьянских хозяйств, в которой автор выявил недостатки старой методики обследования крестьянских хозяйств, применявшейся в российской статистике и предложил новую методику обследования и изучения экономики крестьянских хозяйств. 
В 1925-1926 гг. Колеснев был руководителем специальной научной экспедиции в Псковской губернии по изучению крестьянских хозяйств. В 1927-1928 гг. отдельные результаты этой работы были напечатаны в Бюллетенях Наркомзема РСФСР. В 1929 году Колеснев продолжил исследования методики комбинированной группировки крестьянских хозяйств. Научно-исследовательская работа была опубликована в 1930 году, где он обосновывает организационно-экономические основы введения правильных севооборотов в зоне Западной Сибири и даёт критику попыток введения севооборотов в Сибири без учёта экономических и природных условий производства.
В 1932 году под руководством Колеснева была опубликована коллективная монография «Опыт изучения планирования земельной территории» ], в которой  были изложены вопросы отвода и освоения земель при организации совхозов в районах Северного Казахстана. В связи с созданием колхозов возникла проблема оплаты труда и в 1939 году в газете «Социалистическое земледелие» Колесневым была опубликовала в соавторстве статья о системе оплаты труда в колхозах в соответствии с результатами труда. Она вызвала дискуссию учёных и практиков, и длилась на страницах газеты в течение трёх месяцев. После этой дискуссии в СССР были приняты положения о дополнительной оплате труда в колхозах.
В годы Великой Отечественной войны учёный не имел возможности заниматься научными исследованиями, и они возобновились после 1945 года. В эти годы Колеснев наряду с большой педагогической работой активно работал над написанием докторской диссертации на тему: «Научные основы организации рабочих процессов в социалистическом сельском хозяйстве», которую он защитил в 1955 году на соискание учёной степени доктора экономических наук. Официальный оппонент диссертации доктор экономических наук, профессор, член академии АН УССР П. Н. Першин в своем заключении отметил, что «Характерной чертой, научных исследований профессора Колеснева является смелость мысли, инициативность в постановке больших актуальных вопросов, смелость выводов и предложений» . Ряд научных положений его докторской диссертации, относящихся к рациональной организации рабочих процессов в сельском хозяйстве (пропорциональность, согласованность, равномерность, или ритмичность, непрерывность, или поточность), нашёл широкое признание в отечественной и зарубежной аграрной науке и практике.
В последующие годы Колеснев вместе с своими учениками много внимания уделял актуальным вопросам организации сельскохозяйственного производства в различных регионах страны; углублению специализации, повышению производительности труда в сельском хозяйстве; специализации и концентрации, повышению рентабельности сельскохозяйственных предприятий, организации, нормированию и оплате труда работников,снижению трудоемкости, себестоимости сельскохозяйственной продукции и другим проблемам развития сельскохозяйственного производства. При этом книги и статьи Колеснева издавались не только в СССР, но на многих европейских языках. Учитывая научный авторитет Колеснева, редколлегия “Большой советской энциклопедии” поручила ему написание нескольких статей, которые касались организации сельскохозяйственного производства.
Учёным опубликовано более 200 научных работ, в том числе 27 книг и брошюр. Под его руководством и при его участии было подготовлено 12 докторов наук и 190 кандидатов наук экономических наук для СССР и других стран мира . 
На юбилейной сессии Российской академии сельскохозяйственных наук, посвящённой 75-летию её основанию было отмечен, что Колеснев, наряду с другими учёными, стоял у истоков агро-экономической науки СССР .

## Вклад в  развитие  и становления “организации сельскохозяйственного производства”, как науки и учебного предмета
За время работы  Колеснев внес вклад в развитие и становления “организации сельскохозяйственного производства”, как науки и учебного предмета. В 1936 году он с соавторстве с В.Н. Лубяко, доктором экономических наук, составил первую в СССР программу курса организации социалистических сельскохозяйственных предприятий .В 1947 году С.Г. Колеснев опубликовал первый в СССР учебник “Организация социалистических сельскохозяйственных предприятий” для экономических специальностей сельскохозяйственных вузов СССР. Учебник был удостоен премии ВАСХНИЛ и выдержал два издания в СССР (1960, 1968 гг.), был переведён на болгарский, венгерский, китайский, корейский, немецкий, румынский, словацкий и чешский языки. В последующие годы, уже после смерти учёного, вышло ещё четыре издания этого учебника «Организация производства на сельскохозяйственных предприятиях» для экономических специальностей сельскохозяйственных вузов, подготовленных коллективом преподавателей кафедры при соавторстве и под редакцией М.И. Синюкова (1974, 1979, 1983, 1989 гг.). В этом учебнике нашли отражение и получили дальнейшее развитие основополагающие идеи Колеснева.
Колеснев был автором учебников и пособий и для рядовых тружеников. Так, написанное им в соавторстве, учебное пособие для подготовки мастеров сельского хозяйства и изданное в 1952 году было переиздано в 1954-1956 гг. на молдавском, якутском, эстонском, польском и болгарском языках.
Он был известен и как популяризатор и пропагандист достижений сельскохозяйственного производства, публикуя статьи в газетах и журналах СССР, а также Индии, Германии(ГДР), Польши и других стран.

## Признание
- доктор экономических наук (1956)
- профессор (1930)
- академик ВАСХНИЛ (1958)
- член-корреспондент Академии с.-х. наук ГДР (1955).

## Награды, премии, почётные звания
- Заслуженный деятель науки РСФСР (1958)
- орден Ленина (1953, 1965)
- орден Красной Звезды (1942, 1945)
- 5 медалей СССР
- 4 медалями ВСХВ и ВДНХ.

## Научные публикации
- Колеснев, С.Г. Методика обследования крестьянских хозяйств. (Инструкция Наркомзема) / С.Г. Колеснев. – М.: 1925.
- Основные схемы севооборотов Западно-Сибирского края. Тезисы доклада краевой агротехнической конференции 13-19 февр. 1930. / С.Г. Колеснев – Новосибирск:1930.
- Опыт изучения и планирования земельной территории: (По материалам Экспедиции по изысканию земельных фондов в б. Петропавлов. окр. Казак. АССР / [Под ред. проф. С. Г. Колеснева].– Омск :1932.
- Колеснев, С. Г.Специализация в сельском хозяйстве / С. Г. Колеснев. М.: 1966.
- Колеснев, С.Г. Пути повышения производительности труда в сельском хозяйстве Новосибирской области / С. Г. Колеснев – М.: 1958.
- Методические указания по исчислению себестоимости сельскохозяйственной продукции в колхозах / соавт.: А. В. Влазнева, М. А. Никифоров. — М., 1958. — 67 с.
- Колеснев, С.Г. Специализация и концентрация колхозного производства / С. Г. Колеснев. – М.: 1960.
- Колеснев, С. Г. Рентабельность производства в специализированных хозяйствах / С. Г. Колеснев,в соавт.– М.: 1967.
- Новое в организации и оплате труда в колхозах [Текст] : [Сборник статей] / [Ред. коллегия: С. Г. Колеснев и др.]. – М.: 1957.
- Колеснев, С. Г. Повышение производительности труда в сельском хозяйстве и снижение себестоимости сельскохозяйственной продукции М.:1960;
- Как повысить производительность труда в сельском хозяйстве. — М.: Знание, 1961. — 48 с.
- Колеснев, С.Г. Рентабельность производства в специализированных хозяйствах / соавт.: Ю. Ф. Векслер, М. А. Никифоров. — М.: Моск. рабочий, 1967. — 100 с.

## Учебники и учебные пособия
- Колеснев, С. Г. ( в соавт.) Программа курса организации социалистических с.-х. предприятий.– М.: 1936.
- Колеснев, С.Г. Организация социалистических сельскохозяйственных предприятий/ С.Г. Колеснев. – М.:1947.
- Колеснев, С.Г. Организация социалистических сельскохозяйственных предприятий. — 3-е изд., перераб. и доп. — М.: Колос, 1968. — 559 с. — (Учеб. и учеб. пособия для высш. с.-х. учеб. заведений).